# Paros policiales en Argentina de 2013
El paro policial en Argentina de 2013 fueron una serie de protestas por parte de efectivos de policías provinciales en reclamos de mejoras salariales y de condiciones de trabajo, que afectaron a 20 provincias de Argentina. Algunas de las medidas consistieron en el abandono de tareas y la toma de edificios públicos. A raíz de esta situación se produjeron saqueos en algunas ciudades, las más afectadas fueron Córdoba y Tucumán.
En muchos de estos casos, los saqueos fueron llevados a cabo por delincuentes que se organizaron en motocicletas o a pie e ingresaron en distintos barrios para llevarse todo lo que encontraban a su alrededor. Solían estar equipados con armas de fuego, palos y otros elementos contundentes.
Como consecuencia de los numerosos disturbios y saqueos producidos en la mayoría de los distritos se registraron unos 18 fallecidos (aunque esta cifra no es oficial y puede variar) y cientos de heridos, especialmente por enfrentamientos armados, siendo en la Provincia de Tucumán donde se produjeron la mayor cantidad de decesos (al menos ocho fallecidos ya que se investigan varios casos más), seguida por la provincia del Chaco con cuatro, la provincia de Entre Ríos con tres y tres víctimas fatales más en las provincias de Jujuy y Córdoba.  
La Confederación argentina de la empresa y las cámaras de comercio regionales estimaron pérdidas por AR$ 568 450 000, y 1 900 comercios fueron afectados por los saqueos.
Los únicos distritos donde no se registraron protestas ni saqueos son la Ciudad Autónoma de Buenos Aires, la Provincia de Santa Cruz y la Provincia de Santiago del Estero.
El 13 de diciembre, el gobierno nacional informó que se abonaría un "reconocimiento económico y financiero" especial con el objetivo de reconocer y agradecer a los efectivos de las fuerzas de seguridad nacional que trabajaron para contener los saqueos y robos en las provincias afectadas. Esta medida alcanzó a Gendarmería, Prefectura, Policía Federal y Policía de Seguridad Aeroportuaria.

## Protestas por provincia

### Córdoba
| Salario mínimo | Salario mínimo | Salario mínimo |
| -------------- | -------------- | -------------- |
| Anterior       | Nuevo          | Porcentaje     |
| $ 6 500        | $ 8 000        | +35%           |

El 14 de noviembre la "fase preparatoria" comenzó a través de mensajes de texto de teléfonos móvil.  El plan se lanzó cuatro días después con la aparición de esposas frente a la sede de la policía.  Los días siguientes continuaron hasta el lunes 2 de diciembre,  se apresuraron contra los guardias de infantería, no permitieron la entrada y salida de vehículos y comenzaron una huelga sin ninguna respuesta del gobierno, denunciándose amenazas a los policías que no se plegaban
En las primeras horas del 3 de diciembre un centenar de policías estaban estacionados en la sede de CAP de Barrio Cerveceros. Además, hubo esposas policiales que impidieron que las patrullas se vayan. Con el tiempo, a medida que más y más tropas se unieron a la capital y las principales ciudades del interior, el conflicto se agudizó. En horas del mediodía, ya eran más de dos mil los efectivos acuartelados. La demanda principal era por un salario básico de 13 000 pesos. Mientras tanto, el gobernador De la Sota se encontraba en Panamá y viajaba a Colombia a un encuentro regional de gobernadores.
En horas de la noche los saqueos y robos se multiplicaban en las calles afectando a comercios (tanto de ropa, como de electrodomésticos, entre otros) y supermercados de distintos barrios de la ciudad  desde los saqueos de 2001. En muchos de estos barrios, como por ejemplo en Nueva Córdoba, los vecinos del lugar salieron a las calles a atacar a los delincuentes y defender los comercios. Los delincuentes estaban formados por grupos de personas a pie o en vehículos motorizados que llegaban a los comercios, e intentaban entrar y robar la mercadería. También hubo enfrentamientos entre los delincuentes y las fuerzas de seguridad, por lo que fue declarado asueto administrativo. En los hospitales en la ciudad no se daba abasto ante la gran cantidad de personas ingresadas con heridas de armas blancas y de fuego, además de accidentados.[cita requerida] Debido a la situación, se suspendió el transporte público y bancos y estaciones de servicios cerraron.
En las redes sociales, principalmente en Facebook, los jóvenes publicaron en sus perfiles fotos de la mercadería robada y compartieron detalles de cómo fue su participación en los hechos. La información publicada por las redes sociales sirvió y ayudó a la policía para realizar detenciones y recuperar mercadería. Alrededor de 52 policías serían condenados por su participación en los saqueos dos años después.

#### Consecuencias
Luego de 35 horas de violencia, saqueos, destrozos y linchamientos a presuntos delincuentes, en el mediodía del 4 de diciembre el gobernador José Manuel de la Sota anunció, después de cuatro reuniones, un acuerdo con los policías acuartelados y volvieron a patrullar las calles. El acuerdo consiste en un incremento salarial de más del 30 por ciento para el personal de la fuerza, siendo el básico de 8 000 pesos a partir de febrero de 2014. También se prometió que no habrá sanción ni represalias para los huelguistas. El saldo de las protestas fue de dos fallecidos, un joven de 20 años que recibió un disparo durante un saqueo en el barrio Villa Ciudad Evita y un hombre de 85 años que sufrió un infarto en medio de un robo en banda a su casa y alrededor de 200 heridos y un millar de comercios afectados. Hubo también decenas de detenidos y pérdidas de 400 millones de pesos entre más de mil hipermercados, supermercados y pequeños comercios. 
El Gobierno Nacional envió de forma progresiva, dos mil gendarmes para colaborar con la policía en la seguridad, la contingencia del delito y la violencia cívica producida. Después, el gobierno provincial anunció que se realizaron capturas de más de 100 saqueadores y se había recuperado una importante cantidad de elementos robados. El Gobernador también desplazó el lunes 9 a la cúpula policial y a algunos ministros. También, se anunció que se dará préstamos de 200 000 pesos a los damnificados, a devolver en cuatro años, y la municipalidad local informó que los comerciantes saqueados recibirán beneficios impositivos.
Durante los días posteriores del levantamiento de los conflictos, la policía comenzó a realizar diferentes operativos para detener a los saqueadores y recuperar mercadería. Como resultado, se realizaron unos 213 allanamientos ordenados por diferentes fiscales de la provincia, donde se recuperaron aparatos electrónicos, mercadería robada y se secuestraron armas de fuego. También, se realizaron unas 220 detenciones. Mientras tanto, entre el 10 y 11 de diciembre, los dos mil gendarmes que se encontraban en la capital se desplazaron hacia otras provincias con conflictos. Posteriormente, en el año 2018, 52 efectivos policiales fueron condenados por incumplimiento de la función pública aunque no cumplieron tiempo en prisión.
Debido a la suba otorgada a las fuerzas de seguridad, durante los días 11, 12 y 13 de diciembre, empleados públicos, docentes y trabajadores de la salud de la provincia elevaron reclamos para que se mejoren los salarios, en muchos casos exigiendo sumas equivalentes a las que obtuvo la policía. En el caso de los trabajadores de la salud, organizaron paros el 5 de diciembre y el día miércoles 11 el 90% de los hospitales públicos sólo atendían guardias. Además, el gobierno provincial adelantó el fin de clases. El día 17 de diciembre se realizó la primera demanda civil contra la Provincia por los saqueos ocurridos y la falta de respuesta policial.
A fines de octubre de 2014, la Legislatura provincial aprobó por amplia mayoría la creación del «Día del Reencuentro», con el objetivo de reflexionar acerca del acuartelamiento, los saqueos y los linchamientos. Según ley, todos los 4 de diciembre en las escuelas cordobesas se deberá realizar un debate para reflexionar sobre los sucesos violentos.

#### El efecto Córdoba
El «efecto Córdoba», como lo denominaron los medios de comunicación, se extendió rápidamente en veinte provincias del país, donde las fuerzas policiales entraron en paro a fin de recibir mejores salarios, pero un efecto dominó de los saqueos se extendió ante la ausencia de policías. La más afectada por este "efecto" fue la provincia de Tucumán.[cita requerida]

### Buenos Aires
| Salario mínimo | Salario mínimo | Salario mínimo |
| -------------- | -------------- | -------------- |
| Anterior       | Nuevo          | Porcentaje     |
| $ 4 700        | $ 8 570        | +82,3%         |

El 8 de diciembre un centenar de policías fuera de servicio llegaron hasta el cuartel ubicado sobre las calles 59 y 115 de la Ciudad de La Plata e impidieron la salida de efectivos que debían prestar servicios en el Estadio Único de dicha ciudad exigiendo un sueldo mínimo neto de 12 500.
En horas de la noche efectivos de la ciudad de Mar del Plata se sumaron a la protesta lo que ocasionó que haya una menor cantidad de policías custodiando la ciudad, esta situación fue aprovechada por desconocidos para cometer saqueos y destrozos. Entre los comercios afectados se cuentan un mercado comunitario que iba a ser inaugurado al día siguiente, dos pequeños comercios de la zona sur y al menos dos locales de la Peatonal San Martín que sufrieron la rotura de sus vidrieras y el robo de algunas prendas. El intendente Gustavo Pulti recomendó a los comerciantes mantener cerrados sus locales.
El gobernador Daniel Scioli se encontraba en Río de Janeiro donde había sido invitado para exponer en un encuentro con el expresidente de los Estados Unidos, Bill Clinton, pero decidió volver a La Plata para controlar la situación.
Finalmente, el 10 de noviembre anunció que el salario inicial para un policía será de 8 570 pesos, logrando desactivar el conflicto con la fuerza de seguridad provincial. Ese aumento es la suma del salario más los complementos, por uniformes y horas extra. Sin embargo, miles de comercios en la provincia y en el Gran Buenos Aires cerraron sus puertas en forma anticipada. El miércoles 11 en la ciudad de San Nicolás de los Arroyos dos personas de 21 y 23 años fueron detenidas por organizar saqueos en esta ciudad a través de Facebook.
Hacia el jueves 12, se produjeron 164 detenciones a raíz de la protesta policial y los saqueos (71 quedaron tras las rejas, 37 fueron liberadas y otras 56, por tratarse de menores, fueron entregadas a sus padres). Las mayores detenciones ocurrieron en Mar del Plata. Además, el gobierno provincial anunció que sospecha que el exjefe policial, Salvador Baratta, participó de la organización de los acuartelamientos de Mar del Plata, Adrogué y La Plata. También, se realizaron denuncias en el Poder Judicial; el fiscal general del Departamento Judicial marplatense, ordenó al fiscal federal de turno que investigue la protesta policial que provocó una ola de robos en la ciudad.
El gobierno nacional definió un plan para frenar eventuales desbordes y saqueos el 19 y 20 de diciembre, cuando ocurre un nuevo aniversario crisis de 2001. Incluyó principalmente un monitoreo sobre "zonas de riesgo" en la Capital Federal (donde no han ocurrido conflictos con la policía) y el conurbano bonaerense. Esto se debe a versiones y rumores de posibles saqueos en las redes sociales. Para ello, están bajo vigilancia unos 80 supermercados ubicados en las "zonas de riesgo". Debido a esto, varios comercios anunciaron que no abrirán sus puertas ese día, en especial los supermercados chinos (que ya llevan saqueados casi 30 en todo el país, mientras que hubo "tentativas" de robos en otros 30) y se aumentó la presencia de la gendarmería y efectivos de la policía federal.

### La Rioja
| Salario mínimo | Salario mínimo | Salario mínimo |
| -------------- | -------------- | -------------- |
| Anterior       | Nuevo          | Porcentaje     |
| $ 5 200        | $ 9 998        | +92,2%         |

Un reclamo salarial de la Policía de La Rioja terminó com 15 personas detenidas, el 6 de diciembre el gobernador Luis Beder Herrera llegó a un acuerdo con los uniformados tras la firma de un acta que establece un aumento escalonado de haberes para los próximos meses. Con un incremento de 1 000 pesos al salario básico y de 2 000 pesos no remunerativos, en abril de 2014 el sueldo de bolsillo se colocará en 9 998 pesos.

### Neuquén
| Salario mínimo | Salario mínimo | Salario mínimo |
| -------------- | -------------- | -------------- |
| Anterior       | Nuevo          | Porcentaje     |
| $ 5 000        | $ 10 000       | +100%          |

El 6 de diciembre familiares de policías en actividad, agentes retirados y algunos que estaban de guardia tomaron la Jefatura de Policía reclamando 12 000 pesos de sueldo neto y que no se sancione a los policías que participan del levantamiento.
El 8 de diciembre, el gobierno llegó a un acuerdo con la policía por el cual los efectivos cobraran un mínimo de diez mil pesos de bolsillo y no serán sancionados los uniformados que participaron de la protesta.

### Río Negro
| Salario mínimo | Salario mínimo | Salario mínimo |
| -------------- | -------------- | -------------- |
| Anterior       | Nuevo          | Porcentaje     |
| $ 5 700        | $ 10 000       | +75,4%         |

El 6 de diciembre, ocurrieron en San Carlos de Bariloche, intentos de saqueo frustrados por la policía. Se trataba de un grupo de 70 personas que se había acercado a una sucursal del mayorista Diarco. La policía los dispersó con gases y los saqueadorea arrojaron piedras y bombas molotov. Además, se informó que algunas personas tendrían relación con los saqueos ocurridos en esta ciudad en el 2012. El 7 de diciembre efectivos policiales amenazaron con acuartelarse tras no llegar a un acuerdo con el Gobierno provincial en su demanda de un sueldo básico de doce mil pesos, mientras esperaban ser recibidos por el ministro de Seguridad de la provincia, Oscar Albrieu. Los efectivos se manifestaron en Cipolletti, Viedma y General Roca, acompañados por policías retirados y familiares. Finalmente, se alcanzó un acuerdo el día lunes 9. El 9 de diciembre se logró un acuerdo por el cual el sueldo neto de un agente será de 8211 pesos, en tanto el mínimo de bolsillo alcanzará los diez mil pesos.

### San Juan
| Salario mínimo | Salario mínimo | Salario mínimo |
| -------------- | -------------- | -------------- |
| Anterior       | Nuevo          | Porcentaje     |
| $ 3 800        | $ 8 700        | +128,9%        |

El 6 de diciembre unas 200 personas conformadas por familiares de policías y agentes retirados se hicieron presentes en las instalaciones del Comando Radioeléctrico en demanda de mejoras salariales. Aprovechando esta situación, cientos de personas se dirigieron al microcentro sanjuanino y otros centros comerciales provocando destrozos y saqueos. También se registraron incidentes en Rawson, Chimbas, otras localidades del Gran San Juan y Albardón. Producto de los saqueos se realizaron más de 100 detenciones.
Finalmente, el gobierno provincial y las fuerzas policiales alcanzaron un acuerdo los días siguientes y los efectivos tendrán un aumento en el salario y mejoras en el precio de los uniformes y equipamiento. El básico comenzaría a ser de 8 500 pesos.

### Catamarca
| Salario mínimo | Salario mínimo | Salario mínimo |
| -------------- | -------------- | -------------- |
| Anterior       | Nuevo          | Porcentaje     |
| $ 4 862        | $ 7 050        | +45%           |

El viernes 7 de diciembre los policías tomaron el hall de ingreso de la Casa de Gobierno catamarqueña, en frente a la plaza principal de la capital provincial, con el fin de reclamar un salario de por los menos $13 000; en respuesta el gobierno provincial ofreció a los efectivos policiales un salario de $8 000, pero estos se negaron. El paro policial en Catamarca dio pie a un caos generalizado que duró hasta la madrugada del sábado, en el que incluso se hizo uso de armas de fuego, enfrentamientos, corridas y saqueos en comercios y un supermercado. Dejando un saldo de tres policías heridos por balas de goma. La provincia pidió la asistencia de gendarmería y la prefectura, que arribaron al lugar para desalijar a los policías. Igualmente, se ordenó realizar allanamientos por estos saqueos. El secretario de seguridad Juan Pablo Morales, el jefe de policía Julio Gutiérrez y representantes de varios manifestantes firmaron el documento por el que se fijó el nuevo salario, dejando un ambiente de calma en la provincia. 
El lunes 9, la justicia catamarqueña ordenó una serie de allanamientos para dar con los autores de los saqueos y destrozos en comercios, durante la protesta policial. Además, horas después, un "efecto contagio" provocó que trabajadores estatales de la provincia se enfrentaran con policías durante una manifestación que se realizó en frente a la Casa de Gobierno para reclamar un aumento salarial similar al otorgado a la fuerza de seguridad que se había autoacuartelado. Se habían convocado en la plaza, a través de las redes sociales, reclamando un básico de diez mil pesos.

### Santa Fe
| Salario mínimo | Salario mínimo | Salario mínimo |
| -------------- | -------------- | -------------- |
| Anterior       | Nuevo          | Porcentaje     |
| $ 5 653        | $ 8 100        | +43,2%         |

El 7 de diciembre efectivos policiales comenzaron a reunirse frente a las jefaturas policiales de Santa Fe y Rosario. El reclamo era por un salario de trece mil pesos. Ante este cuadro de situación se anunció el arribo de 1 500 gendarmes. El gobernador Antonio Bonfatti propuso un sueldo para enero de $8 100, pero esta propuesta no fue aceptada. La protesta salarial se extendió a las 19 unidades regionales en la provincia, que en total representan a más de 18 000 efectivos. Los policías no estaban acuartelados, sino que no cumplían las órdenes de sus jefes. Entre estos días, ocurrieron algunos saqueos aislados. El conflicto se solucionó el día 10, después de cuatro días. Mediante un decreto el gobernador Bonfatti fijó el salario del agente inicial (sin antigüedad) en 8100 pesos. El miércoles 11, el gobernador presentó una denuncia penal contra los policías acuartelados acusándolos de "sedición", aunque aclaró que "no habrá sanciones administrativas". Las principales ciudades de la provincia comenzaron ese mismo día a ser patrulladas por policías, mientras la actividad comercial y financiera se normalizó. A la vez, el Centro Comercial de Santa Fe solicitó al gobierno provincial un resarcimiento económico para los comerciantes afectados por los saqueos y también se propuso que se los exima del pago de impuestos.

### Chaco
El 8 de diciembre efectivos policiales iniciaron una protesta en la comisaría primera de la ciudad de Resistencia a la cual luego se plegarían agentes de otras dependencias. Algunas empresas de transporte público decidieron suspender los servicios debido a la falta de seguridad. Además se sumaron a la protesta efectivos del servicio penitenciario provincial.
El 9 de diciembre, se registraron numerosos saqueos en locales comerciales en la ciudad de Presidencia Roque Sáenz Peña, al menos 30 locales comerciales de distintos rubros, sufrieron los saqueos. El 10 de diciembre un subcomisario falleció en el hospital tras ser herido de bala en un enfrentamiento producido durante los saqueos registrados en el Gran Resistencia. La muerte del efectivo policial se suma a la de 3 personas que participaban de estos hechos vandálicos. También el hospital recibió a varios heridos.
La policía chaqueña normalizó el día lunes sus servicios y levantó la protesta que había iniciado el domingo, al obtener del gobierno provincial un aumento salarial que duplicará las remuneraciones que venían percibiendo. Los policías reclamaban un básico de $12000 pesos (que hasta el inicio de los hechos cobraba de base unos $2100) y el gobierno propuso una remuneración de ocho mil pesos.

#### Anulación del acuerdo
El 23 de diciembre el gobernador Juan Carlos Bacileff Ivanoff dejó sin efecto el aumento salarial acordado con la Policía durante la rebelión acaecida en su provincia e indicó que a partir de enero de 2014 cuando se inicien las paritarias con los gremios estatales se discutirá el aumento para los uniformados.
"Cualquier acuerdo firmado bajo presión de armas es nulo, dice la Constitución" y "no se puede tolerar que se levanten en armas contra la democracia", señaló el gobernador al justificar la medida.

### Entre Ríos
El 8 de diciembre policías en actividad, retirados y sus familiares marcharon en Paraná, Gualeguaychú y Concordia en demanda de aumentos de salarios. En horas de la noche y aprovechando la falta de custodia policial en la ciudad de Concordia se registraron saqueos a comercios. El saldo de estos hechos delictivos ese día fue de un muerto (que fue electrocutado tras intentar robar un electrodoméstico) y más de 40 heridos. Los policías que habían tomado el 9 de diciembre sedes de la fuerza consiguiendo que el gobernador Sergio Urribarri llevara el sueldo inicial a 8 536 pesos y les diera tres cuotas de 3 700 pesos en noviembre, diciembre y enero, aunque el gobernador admitió que la provincia no cuenta con los fondos suficientes. Ese mismo día, llegaron a Concordia unos 300 gendarmes y la Prefectura comenzó a patrullar la ciudad. El jueves 12 fiscales realizaron en Concordia varios allanamientos para recuperar la mercadería robada. Entre las diversas viviendas, allanaron un domicilio habitado por un suboficial de la policía provincial, donde se hallaron electrodomésticos que habrían sido saqueados.
El 16 de diciembre fallecieron 2 empleados de una distribuidora de Concordia que habían resultado heridos la semana anterior durante un intento de saqueo. Eduardo Cáceres, recibió un disparo en la cabeza -presuntamente por parte de su empleador al confundirlo con un saqueador- y Claudio Matías Román que resultó con el 80 por ciento de su cuerpo quemado luego de que el propietario del comercio, Juan Javier Huerta, incendiara su local ya que contaría con seguro para este tipo de siniestros.

#### Anulación del acuerdo
El 2 de enero de 2014, el Gobierno provincial dejó sin efecto el acuerdo salarial con la Policía. Al respecto, el procurador general del Superior Tribunal de Justicia, Jorge Amílcar García consideró que el acta y la foto de la firma del acuerdo constituyen una prueba contundente de la extorsión ejercida por los efectivos acuartelados en Concordia, y que esta será la primera prueba que incluirá en la denuncia que presentará contra los policías.
“Será contra los cabecillas y los responsables de los actos de violencia en sede policial y, paralelamente, contra los ciudadanos que participaron de los saqueos, tal como ha quedado determinado en tantísimas filmaciones. Así también contra los que crearon abiertamente las condiciones propicias para los robos, por ejemplo efectivos sorprendidos por las cámaras mientras hacían mover a punta de pistola patrulleros apostados ante comercios que inmediatamente después fueron atacados”. “El encuadramiento normativo de los funcionarios policiales está en el delito de sedición, con privación ilegítima de la libertad calificada, lesiones graves calificadas, daños calificados, sustracción de bienes de uso público para fines privados y, además, la instigación a robos calificados. Por el lado de los autores de los saqueos, robos calificados de manera reiterada en aprovechamiento de la calamidad”, señaló el procurador.

#### Investigaciones judiciales
El suboficial Romeo Valdez fue investigado debido a que se encontró mercadería saqueada en una propiedad de su madre, y además se presume que su auto habría estado involucrado en uno de los hechos.

### Jujuy
| Salario mínimo | Salario mínimo | Salario mínimo |
| -------------- | -------------- | -------------- |
| Anterior       | Nuevo          | Porcentaje     |
| $ 4 646        | $ 8 500        | +82,9%         |

El 9 de diciembre efectivos que no estaban de servicio iniciaron una protesta sin acuartelamiento en reclamo de un sueldo básico de diez mil pesos. A pesar de que la policía no realizó abandono de tareas, en horas de la tarde se produjeron serios incidentes en la ciudad de San Pedro cuando un centenar de jóvenes cometieron saqueos en un supermercado Chango Más, una casa de electrodomésticos y otros negocios donde robaron celulares y netbooks. En tanto en Perico resultó muerto un joven de 15 años que habría ingresado a robar y otros dos permanecen graves. Entre la mañana del lunes 9 y el martes 10 hubo 50 de detenciones en la capital provincial y 50 en San Pedro. El gobierno provincial y los policías acordaron un salario de $8 500 a partir de enero del 2014. Días después fueron apresados cuatro hombres cuando circulaban en un automóvil Chevrolet Astra en el que llevaban dos acondicionadores de aire y un lavarropas, que ofrecían a la venta a los vecinos.

### Tucumán
| Salario mínimo | Salario mínimo | Salario mínimo |
| -------------- | -------------- | -------------- |
| Anterior       | Nuevo          | Porcentaje     |
| $ 6 300        | $ 8 500        | +35%           |

En la noche del 9 de diciembre un grupo de 70 personas se concentró en la sede de la Subjefatura de la Policía para reclamar un sueldo de doce mil pesos. El secretario de Seguridad Ciudadana Paul Hofer manifestó que se trata de unas 70 personas que ya no forman parte de la policía, que son exonerados y retirados y que no tienen legitimidad para hacerlo al tiempo que buscaban que se plieguen agentes activos. Esa misma noche, la provincia decreto el toque de queda. La policía rechazó la propuesta del gobierno de un aumento del 35%, que llevaba el sueldo a $8500.
El 10 de diciembre durante la madrugada se registraron saqueos y hechos de violencia en el Gran San Miguel de Tucumán, provocando que comerciantes y vecinos corten las calles y armen barricadas para protegerse de los delincuentes. Una sucursal del supermercado Vea fue atacada en la zona noroeste de la capital y otra de la cadena Chango Más también se vio afectada. En otro hecho un grupo rompió la vidriera y sustrajo mercadería y otros valores en un local de venta de lácteos. Además, varios dueños de comercios defendieron sus locales con armas de fuego. En total, en esta provincia se registraron ocho muertos (siendo la provincia con mayor cantidad de fallecidos por los saqueos) y decenas heridos por armas de fuego. Una persona falleció en moto mientras se escapaba con un botín que había conseguido en los saqueos. Las otras cuatro, fallecieron en el hospital por heridas de bala. La ciudad se encontraba sin clases, con los comercios cerrados y pocos medios de transporte y, además, con efectivos de gendarmería patrullando las calles.
En la madrugada del martes, fue arrasado un supermercado en Famaillá y por la mañana un supermercado Chango Más que ya había sido atacado el día anterior en la capital tucumana. Durante la tarde del mismo día, una distribuidora mayorista de Sancor, ubicada en Banda del Río Salí fue escenario de graves incidentes. Trabajadores de la empresa y vecinos intentaron resistir el avance de un grupo de saqueadores, que habían logrado ingresar a la planta y robar mercadería, siendo repelidos. Debido a la situación, el gobierno de José Alperovich denunció ante la Justicia a los uniformados autoacuartelados y los acusó de "incumplimiento de los deberes de funcionario público y sedición". También pidió a los agentes que "por favor" volvieran a trabajar. Los policías habían rechazado nuevamente la propuesta del gobierno, pidiendo un básico de doce mil pesos. Además, el arzobispo Alfredo Zecca se presentó en la Subjefatura para dialogar con los policías. La ciudad, se encontraba completamente paralizada y vigilada por medio centenar de gendarmes que llegaron principalmente de la vecina Santiago del Estero.
En la madrugada del miércoles 11, ocurrieron algunos saqueos más, pese al acuerdo alcanzado, como así también se escucharon disparos incesantemente. Vecinos de barrios alejados del centro de la capital armaron barricadas y se mantuvieron en vela durante toda la noche para frenar nuevos robos. También, en algunas zonas vecinos echaron e insultaron a los policías que volvieron a patrullar, mientras que otros, criticaban la ausencia de efectivos en sus calles. La población en general se mantuvo descontenta con la fuerza policial y el gobierno provincial, y se defendió incluso con armas. Durante los días posteriores, se sintió en la provincia el gran malestar de la población hacia la fuerza policial. "En este comercio no se vende mercadería a personal policial" y "Recordá policía que tus 8500 ahora llevan sangre", fueron las frases que más sonaron.
Finalmente, después de dos días de autoacuartelarse, los efectivos policiales decidieron regresar a sus funciones luego de que el gobierno de José Alperovich decretó un aumento de 35 por ciento en sus sueldos, aunque los denunció por sedición.

#### Cacerolazos
Ya en la noche, cientos de vecinos organizaron un cacerolazo en la plaza principal de la capital para manifestarse y terminaron siendo reprimidos por la policía con balas de goma y gases lacrimógenos, después de que intentaran romper la puerta de ingreso de la Casa de Gobierno, dejando como saldo un comerciante herido. Luego, un grupo de efectivos de la Gendarmería se interpuso entre los policías y los manifestantes, formando un cordón para evitar nuevos enfrentamientos.
Mientras que, el gobernador repudió la represión de la policía durante los cacerolazos y denunció la presencia de infiltrados políticos de la UCR y de gremios opositores a su gestión, como así también aceptó la renuncia del jefe de la policía, Jorge Racedo que abandonó su cargo, rechazando la reincorporación de agentes que impulsaron protestas. Paralelamente algunos uniformados enfrentaron cargos por cuatro delitos: incumplimiento de los deberes de funcionario público, desobediencia a la autoridad, aplicación indebida de caudales públicos e instigación a cometer delitos.
Durante la noche del 11, manifestantes se dirigieron a la comisaría Primera donde arrojaron huevos y basura a la fachada. Algunos pedían la renuncia del gobernador, cambios en la cúpula policial y que las autoridades garanticen la seguridad; y otros realizaban cantos en contra de los efectivos. Además, algunos periodistas de medios locales fueron agredidos. En las primeras horas del jueves 12 vecinos de la ciudad se manifestaron frente a la casa de Gobierno  en la plaza Independencia. Posteriormente, los alrededor de 300 manifestantes se trasladaron a la casa del mandatario provincial en busca de soluciones. para repudiar los saqueos el abandono sufrido departe de la policía. Mientras tanto la zona era custodiada por gendarmería para evitar los incidentes del martes. Horas más tarde, alrededor de 100 personas participantes del cacerolazo se dirigieron a la concesionaria de autos de la familia del gobernador Alperovich donde realizaron pintadas y rompieron las vidrieras e intentaron saquearla.

#### Investigación judicial
Luego de que dos fiscales libraran las órdenes, entre la noche del 13 y la madrugada del 14 de diciembre fueron detenidos 9 policías en el marco de una investigación por la responsabilidad en los saqueos, bajo la figura de "autoría mediata" según la cual se castiga a quien colabora o instiga con su accionar para que se cometan delitos como robos, lesiones u homicidios. De acuerdo a fuentes judiciales y policiales, serían imputados por el delito de "sedición", ya que se alzaron en armas para obtener un aumento salarial de parte del gobierno de José Alperovich. También se allanó la casa de otro uniformado y se encontraron bebidas (gaseosas y otras con alcohol), además de productos de supermercado que no pudieron ser justificados.
Dos años después, la Justicia de la provincia de Tucumán tomó la decisión de juzgar a 47 efectivos de la Policía de la provincia por haber desencadenado la violencia y los saqueos. El Gobierno de Tucumán pasó a retiro a 28 comisarios de la Policía provincial, asimismo, la Fundación Centro de Estudios Democracia y Seguridad hizo una presentación judicial para que no se otorgue el aumento salarial obtenido por los policías ya que consideró que se realizó de manera extorsiva. hubo 50 detenidos y se hicieron más de 100 allanamientos buscando mercadería robada durante los saqueos.

### Corrientes
| Salario mínimo | Salario mínimo | Salario mínimo |
| -------------- | -------------- | -------------- |
| Anterior       | Nuevo          | Porcentaje     |
| $ 5 839        | $ 8 000        | +37%           |

El 9 de diciembre agentes comenzaron a concentrarse en la sede del Comando de Patrullas de la ciudad capital para pedir aumentos salariales y mejoras laborales. Situaciones similares ocurrieron en las ciudades de Goya y Paso de los Libres. El reclamo es por diez mil pesos de básico. Finalmente, el conflicto cesó con un acuerdo salarial (la policía cobraría ocho mil pesos de básico a partir de marzo) el 10 de diciembre, mientras el gobernador Ricardo Colombi asumía su tercer mandato. Pero pese al acuerdo y a que la policía estaba en funciones, durante la madrugada del 11 de diciembre varios negocios de la capital correntina fueron saqueados. Se traban de grupos de aproximadamente 15 personas que entraron a tres comercios y se llevaron todo. La policía logró detener a siete personas y recuperar parte de la mercadería robada. También se produjeron intentos de saqueos en otros locales y hubo un efectivo herido.

### Misiones
| Salario mínimo | Salario mínimo | Salario mínimo |
| -------------- | -------------- | -------------- |
| Anterior       | Nuevo          | Porcentaje     |
| $ 6 200        | $ 8 200        | +32,2%         |

El día 9 de diciembre, un grupo de  policías amenazaron con autoacuartelarse, el gobernador de Misiones, Maurice Closs, acordó rápidamente con policías y penitenciarios un aumento salarial de 35%, elevándose el básico a 8 200 pesos, lo que representa 2 000 pesos de incremento. También, el gobierno provincial informó que no cuentan con los recursos suficientes y que se ajustarán los presupuestos para el 2014.

### Chubut
| Salario mínimo | Salario mínimo | Salario mínimo |
| -------------- | -------------- | -------------- |
| Anterior       | Nuevo          | Porcentaje     |
| $ 6 600        | $ 10 300       | +56%           |

En esta provincia varios grupos de policías de Comodoro Rivadavia, Puerto Madryn, Esquel, Rada Tilly y Trelew estaban realizando los días 9 y 10 de diciembre "retención de servicios" en reclamo de aumento de sueldos, aun cuando el gobernador Martín Buzzi había anunciado mejoras para los sueldos. Los policías pedían un sueldo básico de $12.000 (en ese momento cobraban alrededor de $4.100). El gobierno provincial ofreció el día martes un aumento de $9 000 de básico para los agentes en la zona Norte de Chubut y unos $10 300 para los agentes de la zona Sur, a partir del 1 de enero, aunque todavía no se solucionó el conflicto.
En la primera ciudad, se reforzó la seguridad en los supermercados y comercios, también otros cerraron cerca de las siete de la tarde. Además, todas las sucursales del Banco del Chubut en la provincia permanecieron cerradas el día 9. Mientras que en Trelew, hubo intentos de saqueo en sucursales de La Anónima y Carrefour, además de otros autoservicios. Estos intentos eran conformados por grupos de unas 30 personas y fueron frustrados por la policía, que reforzó la seguridad en la ciudad, pese a la retención de servicios. También hubo personas detenidas y convocatorias en redes sociales.
El 10 de diciembre, la legislatura provincial rechazó un proyecto de ley enviado por el gobernador con la nueva escala salarial para la fuerza. El gobierno busca resolver el conflicto con subas por decreto. Finalmente, entre el 11 y 12 de diciembre, se resolvió el conflicto, siendo los básicos de 9 000 pesos para los agentes de la zona norte y 10 300 para los de la zona sur. En Trelew y Puerto Madryn, se sumaron alrededor de 100 policías egresados recientemente que comenzaron a patrullar, mientras que en Comodoro Rivadavia se levantó la retención de servicios en las últimas comisarías donde había conflictos.

### Tierra del Fuego
| Salario mínimo | Salario mínimo | Salario mínimo |
| -------------- | -------------- | -------------- |
| Anterior       | Nuevo          | Porcentaje     |
| $ 9 600        | $ 10 560       | +10%           |

La policía de esta provincia se acuarteló la noche del lunes 9, después de haber mantenido una reunión donde se formularon reclamos salariales (piden unos $12000 de básico, mientras que el salario actual ronda los $9600). Las autoriadades provinciales intentaron abrir un canal de diálogo, resultando inútil por la negativa de los efectivos. En Río Grande se aumentó la seguridad con carros de asalto para evitar posibles intentos de saqueos. Cerca de 100 policías, junto a familiares y amigos, continuaron con la protesta el miércoles 11 cortando las avenidas del centro de Ushuaia y montando una carpa. Debido a esto, la gobernadora Fabiana Ríos invitó a los efectivos a una reunión, pero éstos la rechazaron.
Durante estos días, diversos comerciantes de la provincia recurrieron a los servicios de empresas de seguridad privada y otros enrejaron los frentes de los locales, con el fin de prevenir posibles saqueos. El jueves 12, ocurrieron nuevas marchas en Río Grande para esperar un nuevo ofrecimiento del gobierno. La policía levantó luego la medida de fuerza y acordaron con el gobierno provincial participar en una Comisión de Asesoramiento de políticas salariales, para discutir las condiciones laborales y la pauta salarial de los uniformados, junto al resto de la administración pública.

### Mendoza
| Salario mínimo | Salario mínimo | Salario mínimo |
| -------------- | -------------- | -------------- |
| Anterior       | Nuevo          | Porcentaje     |
| $ 4 500        | $ 8 500        | +90%           |

En esta provincia también se registraron algunos conflictos. El gobierno de Francisco Pérez ofreció 8500 pesos de básico con 20 horas extra incluidas. Los policías no lo aceptaron del todo porque tienen diferencias entre ellos y no existe un único representante de sus peticiones. Mientras la policía sigue prestando funciones y esto ha permitido frustrar varios intentos de saqueo en el Gran Mendoza entre los días 8 y 10 de diciembre. Aunque se registaron algunos saqueos menores en supermercados de la ciudad, e incidentes que dejaron algunos heridos. También hubo falsas alarmas de saqueos en otros locales. Finalmente, se realizó un aumento por decreto, pasando el básico a ser de 8500 pesos. La cúpula policial aceptó el acuerdo y los efectivos comenzarán a cobrarlo a partir de enero del 2014. Dos días después, renunció el ministro de Seguridad de Mendoza, Carlos Aranda.

### San Luis
El 9 de diciembre, un grupo de policías y penitenciarios retirados de la provincia de San Luis, junto a sus familiares, iniciaron una protesta por aumento salarial frente al edificio central de la policía puntana, pidiendo un básico de diez mil pesos. Mientras el resto del personal policial continuaba con sus funciones. Debido a la situación, ocurrieron intentos de saqueos en la capital puntana y en Villa Mercedes, siendo frustrados por la policía, deteniéndose 17 y 27 personas respectivamente. La seguridad se aumentó en ambas localidades.

### Salta
En la capital salteña se registraron saqueos a comercios en el centro de la ciudad el día 9 de noviembre, aunque la policía no estaba acuartelada. Algunas 200 personas, entre policías retirados y familiares, organizaron una protesta, sin participación de oficiales activos, para reclamar un sueldo básico de 8 500 0 9 000 pesos, aunque esta protesta no afectó el normal funcionamiento del servicio policial. El gobierno provincial informó que hubo quince locales saqueados, doce intentos frustrados, 130 detenidos (45 mayores y 75 menores) y 15 policías lesionados. El conflicto había cesado el 10 de diciembre y la situación se había normalizado, aunque aún permanecían comercios cerrados y vecinos y comerciantes armados defendiendo locales.
Pero, el miércoles 11 al mediodía los policías salteños de cuatro comisarías de la capital iniciaron un paro de actividades y protestas en reclamo de mejoras salariales y no prestaron servicios en las comisarías. Los que realizaron las primeras protestas fueron policías que están de descanso y algunos retirados junto a sus familiares. Luego, se sumaron otros en actividad. Además, tampoco trabajan las diez comisarías del Valle de Lerma, mientras que los efectivos que estaban de franco y los agentes retirados de las localidades de Orán, Tartagal, Mosconi y Aguaray también se plegaron a la protesta y amenazaron con sumar a sus colegas en actividad, como así también, se sumaron personal de la Brigada, del Servicio Penitenciario y del 911. Debido a la situación, Salta Capital, recibió un refuerzo de gendarmes que se desplegaron provenientes de la provincia de Jujuy y San Antonio de los Cobres. Además, por temor a nuevos saqueos, muchos locales cerraron, se llevaron mercadería a sus hogares o comerciantes se quedaron a cuidar negocios. También algunos habitantes y comerciantes plantaron barricadas en sus barrios, para evitar saqueos en sus propiedades y en los locales, como ocurrió en otras provincias. Durante la tarde del miércoles, el gobernador Juan Manuel Urtubey anunció una suba de salarios del 50%, fijando el básico a 6 500 pesos (que están fuera del presupuesto, lo que provocaría un aumento en los impuestos), pero la policía rechazó esta oferta y marchó por el centro de la capital para continuar reclamando. Cabe mencionar también, que se encontraban alrededor de ocho mil policías patrullando las calles y algunas comisarías operaban con normalidad.
Finalmente, el viernes 13 se firmó el acuerdo entre los policías acuartelados y se levantó el paro. Además, el acta firmada incluye que los efectivos que realizaron protestas no serán sancionados.

### Formosa
El 10 de diciembre, en la ciudad de Clorinda, hubo un pequeño conflicto con policías retirados. Debido a esto y a la situación general en el país, en gobernador Gildo Insfrán dispuso el día 11 un importante operativo de seguridad con refuerzos policiales en la capital formoseña y en Clorinda para evitar saqueos a comercios y supermercados. Igualmente, estos mismos tomaron medidas preventivas como cerrar y tapar vidrieras.

### La Pampa
Entre la noche y la madrugada del 10 y 11 de diciembre, en medio de la protesta de la policía de La Pampa en reclamo de aumento salarial y mejoras laborales realizando una marcha en la plaza central, varios grupos de personas saquearon e intentaron saquear varios comercios en Santa Rosa y se enfrentaron con los efectivos que dispararon balas de gomas y arrojaron gases lacrimógenos, dejando un saldo de varios heridos y alrededor de 10 detenidos. Entre los comercios saqueados se encuentran, una despensa, una tienda de ropa y un pequeño supermercado. También hubo un intento frustrado de robo a una sucursal de La Anónima que fue repelida con balas de goma y gases lacrimógenos. El gobernador pampeano, Oscar Mario Jorge, llamó al diálogo a los efectivos para mantener la paz social, al tiempo que descartó un acuartelamiento de estos. También, afirmó que no otorgaría por ahora un aumento salarial. Debido a la situación, muchos comercios pequeños y cadenas de supermercados de la capital provincial decidieron cerrar sus puertas. En las primeras horas del jueves 12, la policía pampeana decidió acuartelarse para continuar por el reclamo salarial, que el gobierno provincial se venía negado a firmar. Cerca de 400 personas entre policías y familiares marcharon a la casa de gobierno provincial para entregar un petitorio el cual no fue recibido por ninguna autoridad. Finalmente, entre la noche del jueves y las primeras horas del viernes 13 se levantó la medida tras aceptar la propuesta del gobierno provincial de un aumento del 19% en el salario de bolsillo y del ítem "dedicación exclusiva". También, la provincia recibió algunos gendarmes para garantizar seguridad.

## Reacciones

### En Argentina
- El jefe nacional de gabinete Jorge Capitanich aseguró que[156] "No es casualidad que estos episodios ocurran a 30 años de democracia" y que "no había personería unificada en la representación". Asimismo, aseguró que varios gobernadores, como el de Santa Fe, le mostraron sospechas de que había vínculos entre los narcotraficantes y los saqueos.[157] En otras declaraciones señaló que "es responsabilidad de los gobiernos provinciales encauzar las negociaciones, pero también es responsabilidad del Poder Judicial, que debe actuar ante estos hechos vandálicos" y destacó la importancia de otorgar un "correcto encuadramiento legal" de las investigaciones apuntando a las figuras del delito de "sedición" y de "defensa de la democracia".[158]

El 11 de diciembre en su contacto diario con la prensa Capitanich sostuvo que "hubo un método de carácter extorsivo que deben investigar jueces y fiscales. El vínculo entre ex policías autoconvocados, exonerados, agentes del disturbio y el desorden, liberación de zonas, grupos de narcotraficantes y mecanismos de financiamiento que permitieron una logística integrada. Esto no se puede organizar por mensajes de texto".  Dijo también que "esta acción alevosa, premeditada, con el objeto de atacar en esencia el sistema democrático republicano, pretendía que los argentinos no pudiesen conmemorar los 30 años de democracia".
- El ministro de Interior y Transporte Florencio Randazzo acusó el silencio de la oposición y le acusó de estar desestabilizando el país.
- El secretario general de la Presidencia Oscar Parrilli señaló que "estas acciones son fogoneadas por sectores que no sólo intentan desestabilizar a los gobiernos provinciales, sino también al gobierno nacional" y que "no es casualidad porque en aquellos lugares donde se producía la zona liberada, atrás aparecía alguna acción concertada entre algunos policías y delincuentes haciendo saqueos, no por una cuestión social, ni reivindicativa, sino directamente delictiva".[158]
- La Conferencia Episcopal Argentina, a través de un comunicado firmado por José María Arancedo pidió "con urgencia" que se depongan "actitudes que comprometen la seguridad y la paz social" en medio de la ola de saqueos en todo el país.[160]
- El 10 de diciembre el diputado nacional Ricardo Alfonsín mediante un comunicado propuso posponer la celebración por los 30 años de democracia para otra ocasión mejor y sostuvo que "ante los hechos que están ocurriendo en el país, me pregunto si no es más saludable aprovechar este acto formal de la recordación para suscribir entre el Gobierno y todos los sectores políticos un compromiso de defensa de la democracia y sus instituciones y de trabajar sin especulaciones para asegurar la paz interior".[161]
- Durante el acto de los 30 años de democracia, en la tarde del 10 de diciembre, la presidente dijo:[162][163]

«Yo no soy ingenua. No creo en las casualidades ni en los hechos que se producen por contagio. Por contagio son las paperas, la varicela o la rubeola. Algunas cosas que pasan en algunas fechas no son por contagio, son por planificación y ejecución con precisión quirúrgica»
Cristina Fernández de Kirchner

También afirmó que "Ver escenas de saqueos de gente en 4 x 4 avergüenza a todos los argentinos". En otro tramo de su discurso, la presidenta afirmó que de así como las fuerzas nacionales se han ido reinsertando en la sociedad durante el periodo democrático lo mismo debe hacerse con las policías provinciales y aclaró que esto "no significa no reconocer derechos o negar realidades, pero significa condenar la extorsión por parte de quienes portan armas para defender la sociedad".
- La titutar de Abuelas de Plaza de Mayo, Estela de Carlotto, aseguró que los organizadores del acto entendieron que "una fecha tan trascendente" no podía quedar "ennegrecida", refiriéndose a la decisión del gobierno de organizar el acto por los 30 años de democracia argentina. También, afirmó que los saqueos no fueron casuales y los vinculó con la llegada de las fiestas. "No fueron saqueos para saciar el hambre de sus hijos, se robaban heladeras y otros productos que después ponían a la venta".[164]
- El ministro de la Corte suprema de la Nación Eugenio Raúl Zaffaroni sostuvo que "ha habido una cierta mano desestabilizante pero la posibilidad de que actuase esa mano desestabilizante está en la ruptura de la verticalización" aunque "tampoco los policías pueden tener los sueldos que decían que tenían". Para Zaffaroni el problema actual es la autonomización de las fuerzas: "Hay un viejo vicio estructural de los gobiernos oligárquicos por el cual les permiten recaudar autónomamente y les garantizan gobernabilidad. Son estados cafishos: en vez de pagarle a la Policía les permitían recaudación autónoma" y que "dada la estructura militarizada de una policía de ocupación territorial no tienen condiciones para discutir horizontalmente las condiciones de trabajo".[165]
- El expresidente Fernando de la Rúa comparó la situación con lo ocurrido en 1989 y 2001 cuando Raúl Alfonsín y él debieron renunciar en medio de una crisis general. "La violencia asombra, acotando que "La inflación hace que el salario no alcance. La angustia familiar lleva a esta situación" agregó el exmandatario.[166]
- Varios legisladores de la oposición discutieron en algunos programas de televisión sobre la ola de saqueos en el país. Por su parte, Victoria Donda, diputada del FAP, cuestionó la celebración que se realizó en la Plaza de Mayo y dijo que "la respuesta a las muertes no puede ser el festejo". Por su parte, el diputado radical Eduardo Santini afirmó que "el Estado llegó tarde".[167]
- Miguel Ángel Calvete, director ejecutivo de la Federación de Supermercados y Asociaciones Chinas, aseguró que "en estos saqueos hay mayor violencia que en 2001, porque los que roban ahora vienen organizados". Añadió que "estos robos no son espontáneos. No es gente desesperada de hambre. Son grupos que usan a la gente carenciada, los hacen funcionales a sus maniobras". También dijo que los saqueadores tienen un "modus operandi". "Entran cuatro o cinco personas a los locales, anticipando el asalto. En 15 segundos, llegan 20 o 25 personas más. Previo a esto, hay "marcadores" que pasan en moto. Esto está muy organizado", agregó.[168]
- El expresidente y exgobernador de Buenos Aires, Eduardo Duhalde, dijo que "los saqueos de arriba generan saqueos abajo". También expresó su "preocupación" por la reiteración de saqueos, que remiten a momentos caóticos que derivaron en su mandato. "La situación del país era para la bandera a media asta y para un día de luto", afirmó el exmandatario, que cree que los saqueos "no están orquestados" como afirma el Gobierno, sino que son resultado de la corrupción.[169]
- El líder de la CGT "Azopardo", Hugo Moyano, lamentó y cuestionó al gobierno nacional por los actos por los 30 años de democracia mientras ocurrían incidentes en algunas provincias diciendo "es una falta de respeto que la Presidente se ponga a bailar con lo que pasaba en el país". También consideró que "lo de la Presidente me pareció una falta de respeto a lo que pasaba en el país, donde había gente que estaba defendiendo su negocio, su vivienda o llorando sus muertos".[170]
- El secretario de seguridad, Sergio Berni, denunció que durante los saqueos hubo policías que "liberaban zonas y conducían a los delincuentes". También acusó a los efectivos de "extorsionar al poder político con las herramientas que les dio la Constitución" y los criticó por realizar sus reclamos en el marco de la conmemoración de los 30 años de democracia en el país. Aseguró que las policías "en algunas provincias están sospechadas de tener connivencia con el narcotráfico y en algunos casos liberaban zonas y conducían a los delincuentes". Además, criticó a los gobernadores que se quejaban de la demora en la intervención, y dijo "no logran entender cómo funciona la gendarmería".[171]
- El exjuez y exministro de Seguridad bonaerense, León Arslanián, al ser consultado por el semanario Miradas al Sur sobre la sindicalización de la policía, opinó: "Tengo la certeza de que el personal policial no puede hacer huelga. Porque está al cuidado y defensa de bienes de altísima estimación social que deben ser respetados, y que ellos son la custodia de eso. También creo que hay condiciones de higiene laboral, hay condiciones de trabajo, salariales, hay problemas vinculados con la seguridad social, que demandan que el personal policial, debidamente representado, lo plantee ante quien corresponda para que tengan una adecuada solución y signifique una válvula de descompresión y que no estalle la caldera como estalla a cada rato."[172]

### En el exterior
- Ciudad del Vaticano: Su Santidad Francisco se comunicó con el arzobispo cordobés Carlos Ñáñez a raíz de los violentos saqueos. Según Náñez, el sumo pontífice abogó porque haya un motivo de esperanza en la reconstrucción social de su país.[173]

- Uruguay: el presidente uruguayo, José Mujica, manifestó estar "preocupado" por un posible efecto contagio de los saqueos que se registraron en Argentina en los últimos días. Manifestó que "cuando uno ve las barbas de su vecino arder, debe poner las propias en remojo. Es un tema de responsabilidad" y "a veces los fenómenos que ocurren allá, acá se tienden a imitar. Es algo que ocurre en la civilización del Twitter y de mucho teléfono portátil que permite organizar esas cosas. Siempre se está en guardia con lo que se tiende a imitar". También realizó algunas críticas al gobierno argentino.[174]

- China: debido al fallecimiento de un ciudadano chino residente en Argentina y a los 50 supermercados chinos afectados, el gobierno chino pidió protección para sus connacionales y envió a su viceministro de Seguridad Pública, Li Wei, para establecer alguna forma de cooperación en la lucha contra la delincuencia hacia ciudadanos chinos y para prevenir los saqueos. También, el vocero del Ministerio de Relaciones Exteriores de la República Popular China, Hong Lei, dijo que Beijing "sigue con atención los acontecimientos" en Argentina "ante los disturbios y saqueos de establecimientos de propiedad de ciudadanos de origen chino, en diversas provincias del país".[175]

### Internet
La Internet jugó un papel fundamental en las rebeliones y saqueos, tanto en la organización como en las manifestaciones. Cibernautas de todas las provincias afectadas contaron sus experiencias a través de redes como Facebook, Twitter y Taringa, confirmando su participación en la ola de robos.
Se detuvo a delincuentes por promover saqueos a supermercados chinos a través de las redes sociales. Facebook una de las preferidas, como en los saqueos de Entre Ríos, Tucumán, Buenos Aires, Córdoba, entre otras provincias. Entre estas, muchos testigos contaron en primera persona sus experiencias. Otros exponían los objetos que robaron, siendo rápidamente capturados. Cientos de testigos subieron sus testimonios y videos.
También se habilitó un número telefónico para denunciar convocatorias a saqueos por redes sociales. Además, se dio a conocer un polémico juego en la web que consistía en dispararles con una mira a jóvenes que escapan de un supermercado con cervezas, con el fin de detener los saqueos.